# The Overland

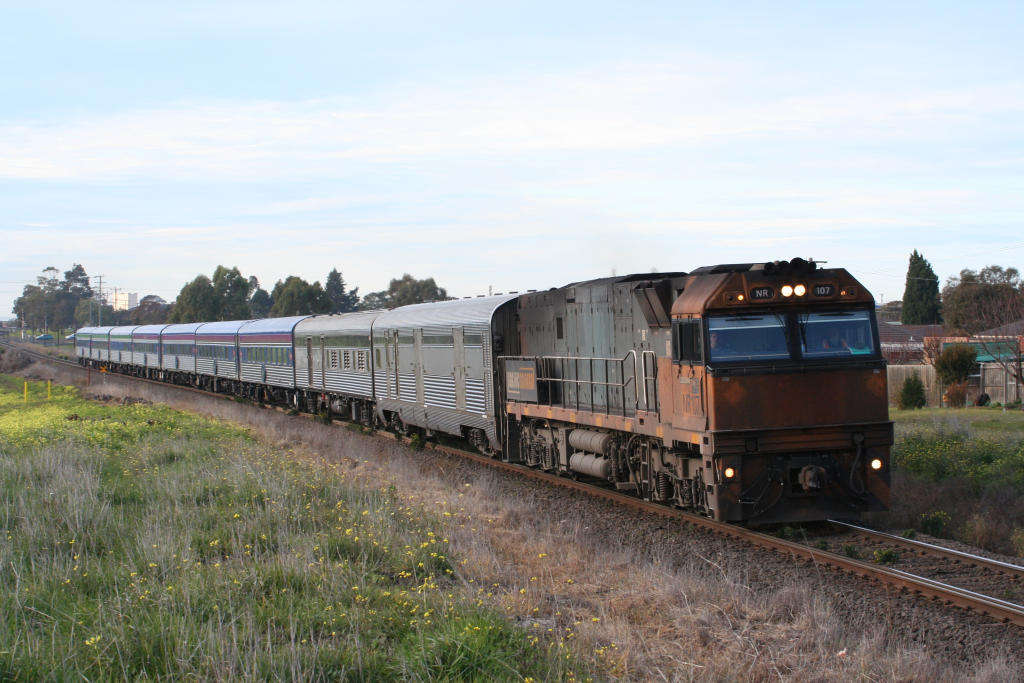
The Overland

The Overland è un treno passeggeri che fa la tratta tra Melbourne e Adelaide in Australia. Il treno incominciò ad operare nel 1887 con il nome di "Adelaide Express", che è stato il nome ufficiale dal 1926. Ora è gestito dalla compagnia private Great Southern Railway, il treno ha una frequenza settimanale di tre viaggi andata e ritorno, compiuti prevalentemente durante il giorno, e opera dalla Southern Cross Station a Melbourne, e l'Adelaide Parklands Terminal ad Adelaide, coprendo gli 828 chilometri che separano le due stazioni.

## Storia
The Overland era originariamente detto Intercolonial Express, quando la linea ovest della Victorian Railways incontrava la linea Servicon della South Australian Railways al confine di stato. Il treno è stato poi chiamato Adelaide Express.
Il treno viaggiava durante la notte, ed era quindi provvisto di cabine letto Dal 1907 sono state introdotte nuove cabine letto e nuovi vagoni in stile vittoriano.. Alti vagoni con lo stesso design furono aggiunti fino al 1923, e nel 1928 furono aggiunti un vagone letto e un vagone ristorante, entrambi interamente in acciaio. Questi sono considerati i vagoni più pesanti mai usati in Australia.
Un altro vagone ristorante è stato introdotto tra Melbourne e Ararat dal 1927 e tra Adelaide e Serviceton dal 1928,; a causa della depressione del 1930, questi servizi sono stati ritirati fino alla metò degli anni '30, e successivamente, definitivamente cessati dopo lo scoppio della seconda guerra mondiale. La SAR comprò le locomotive "Mountain" e "Pacific" al fine di trasportare il pesante treno in Australia del Sud. Quelle sono state considerate le più larghe locomotive presenti in Australia in quegli anni. Nel 1926 il treno cambiò denominazione in  The Overland e l'originale livrea color rosso profondo venne rimpiazzata con il verde e il giallo, con una linea nera orizzontale.

### Dopo la privatizzazione

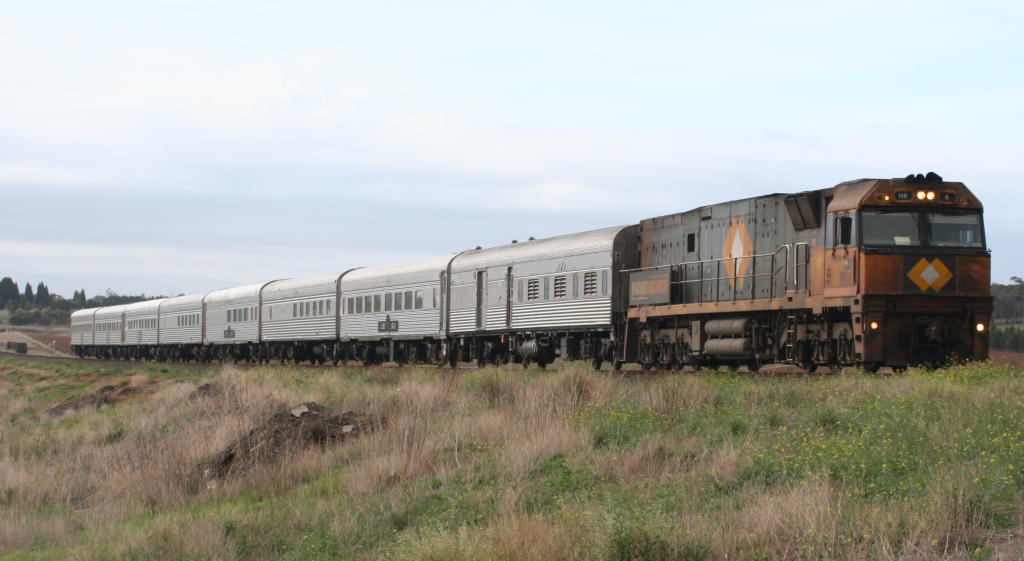
una versione precedente del treno

Nel 1994 La Compagnia pubblica di trasporto del Victoria cessò tutti i collegamenti con gli operatori interstatali, così The Overland fu l'unico ad operare attraverso l'Australian National. Fu proprio in questi anni che la ferrovia si convertì allo scartamento standard In 1997 Australian National was split up, and the train and rolling stock passed to Great Southern Railway.. Nel 1999 vi fu una revisione della livrea e il treno fu ridipinto di grigio e argento, e una nuova veste grafica, con un kookaburra come logo.
Un altro cambiamento avvenne nel 2007, quando diversi vagoni vennero ridipinti in blu, porpora e verde. Per il nuovo logo fu utilizzato un emu.

### Oggi

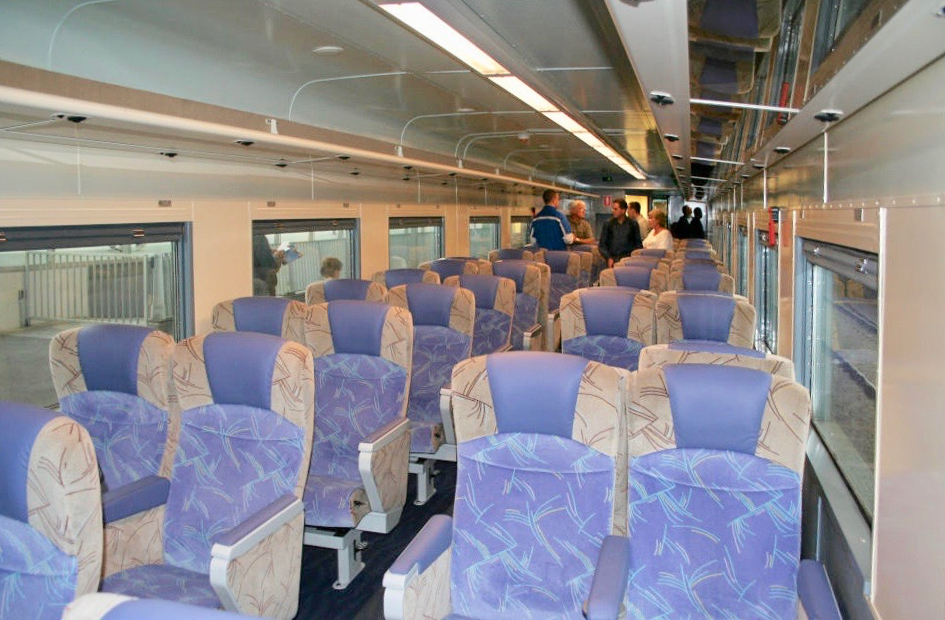
Interni di una cabina "Red Service"

Il treno continua ad operare grazie ad un sussidio statale di $1.5 milioni da parte dello stato del Victoria.
Dopo un massiccio rinnovamento, The Overland fu rilanciato il 7 maggio del 2007, con nuove sistemazioni: "Red Premium Service" e  "Red Service".
La Southern Cross Station di Melbourne è parte integrante del trasporto locale, mentre ad Adelaide viene usato l'Adelaide Parklands Terminal.